# Gudavi, Sorab
Gudavi là một làng thuộc tehsil Sorab, huyện Shimoga, bang Karnataka, Ấn Độ.